# Boys on the Side
Boys on the Side is een Amerikaanse film uit 1995 onder regie van Herbert Ross.

## Verhaal
Jane, Robin en Holly zijn drie vriendinnen die een road-trip naar St. Louis maken en allemaal hun eigen problemen hebben. Jane worstelt met haar geaardheid, Robin blijkt besmet te zijn met hiv en Holly is zwanger van haar alcoholistische vriend. Wanneer Jane en Robin Holly ophalen, krijgt haar vriend weer een woedeaanval en vermoordt Holly de man. Holly is bang dat ze opgepakt wordt, maar gaat onderweg toch een relatie aan met een agent!

## Rolverdeling
| Acteur              | Personage             |
| ------------------- | --------------------- |
| Drew Barrymore      | Holly Pulchik-Lincoln |
| Whoopi Goldberg     | Jane Deluca           |
| Mary-Louise Parker  | Robin                 |
| Matthew McConaughey | Abe Lincoln           |
| James Remar         | Alex                  |
| Billy Wirth         | Nick                  |